# 北屯路
北屯路為臺灣臺中市的重要道路之一，大部份路段屬省道台3線。其大致呈南北向，往北與潭子區中山路相連接，南於三叉路口與三民路、雙十路與健行路相接。大坑口以南配置雙向四車道及中央安全島；以北則將安全島綠化，但仍維持雙向四車道，部分路段亦有機車道的繪製。北屯路也是連接北屯－豐原三條市區主要道路中最早興建的一條（另二條為崇德路、軍功路）。
北屯路呈南北走向，與臺鐵臺中線緊鄰，並逐漸向北延伸趨向鐵路靠近，直到松竹北屯路口臺鐵臺中線已是並行相望。此處道路景觀繼續向北銜接潭子區中山路才開始出現改變。

## 歷史
於今文心路、東山路與北屯路交叉口上是昔稱「大坑口」（見圖1），日治時期原無法由大坑口直接通向大坑山區，沿線受大里溪支流所切割頭嵙山地形，使得早期居民皆仰賴吊橋成主要通道，自東山路闢建後且歷年來拓寬，如今僅存光西吊橋供後人憑弔。
2015年4月10日，於北屯路（文心路口附近）發生鋼樑墜落事故，造成七位施工人員與一位路過駕駛一共四死四傷。

## 行經行政區域
- 北區
- 北屯區

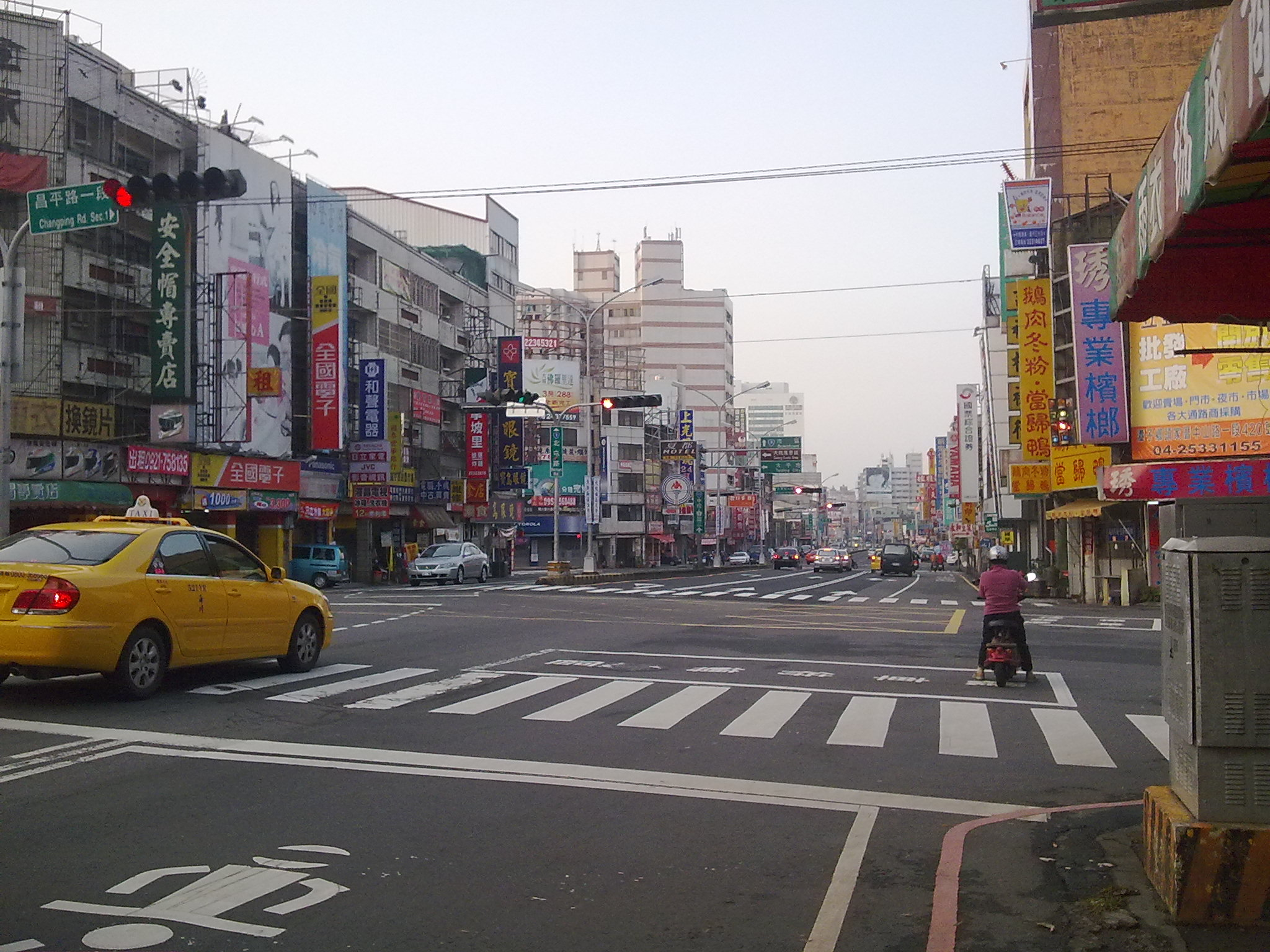
北屯路與昌平路交叉路口處
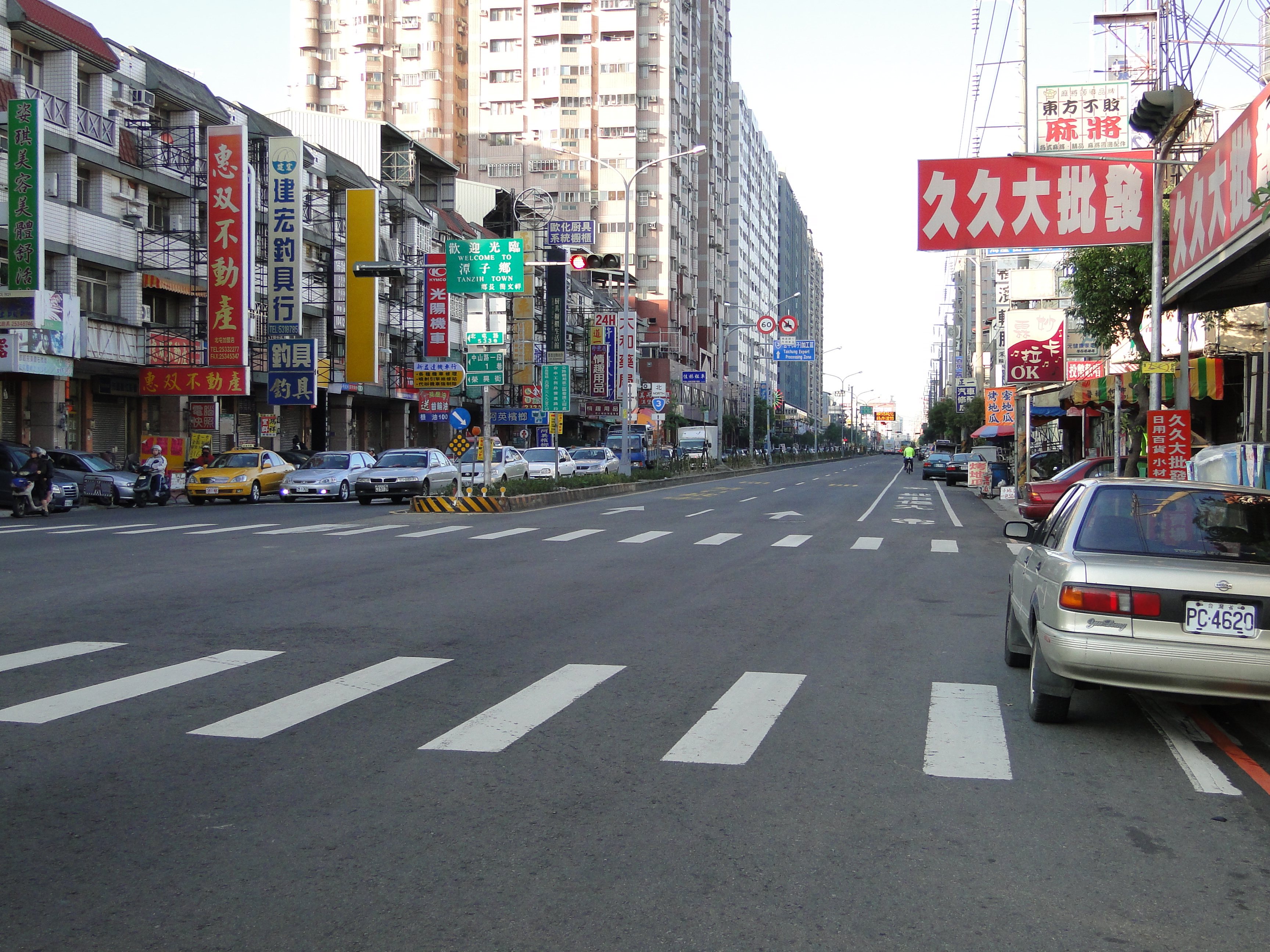
北屯區北屯路與潭子區中山路的路口銜接處，為兩區之交界

## 本道路客運
- 本表更新時間為2017年8月24日。

| 編號  | 業者       | 路線                             | 行駛區間             | 備註                                        |
| 1     | 中台灣客運 | 臺中刑務所演武場－中臺科技大學   | 三民路－東山路       |                                             |
| 8     | 台中客運   | 臺中刑務所演武場－逢甲大學       | 三民路－文心路       |                                             |
| 14主  | 台中客運   | 干城站－舊庄                     | 三民路－昌平路       |                                             |
| 14副  | 台中客運   | 干城站－神岡區公所               | 三民路－昌平路       |                                             |
| 15    | 台中客運   | 臺中刑務所演武場－國軍臺中總醫院 | 三民路－東山路       |                                             |
| 21    | 仁友客運   | 臺中刑務所演武場—貴城山莊        | 三民路－東山路       | 部分班次延駛至民德橋或中興嶺                |
| 55    | 豐原客運   | 光明國中－豐原                   | 三民路－中山路(潭子) |                                             |
| 59    | 統聯客運   | 捷運松竹站－舊正                 | 北屯路－國光路       |                                             |
| 77    | 統聯客運   | 統聯轉運站－慈濟醫院             | 文心路－北屯路471巷  |                                             |
| 82    | 台中客運   | 水湳－高鐵臺中站                 | 三民路－進化北路     |                                             |
| 105   | 仁友客運   | 四張犁－龍井                     | 三民路－進化北路     |                                             |
| 132   | 台中客運   | 北屯區行政大樓－朝陽科技大學     | 三民路－進化北路     | 經草湖、 霧峰區吉峰路                       |
| 203   | 豐原客運   | 豐富公園－豐原（經新田）         | 三民路－東山路       |                                             |
| 270   | 豐原客運   | 豐富公園－東勢（經大南）         | 三民路－東山路       |                                             |
| 271   | 豐原客運   | 豐富公園－東勢（經東興）         | 三民路－東山路       |                                             |
| 276   | 豐原客運   | 豐富公園－東勢（經興中山莊）     | 三民路－東山路       |                                             |
| 277   | 豐原客運   | 豐富公園－東勢（經復盛里）       | 三民路－東山路       |                                             |
| 800   | 中鹿客運   | 捷運北屯總站-仁友停車場          | 松竹路-文心路        | 停靠捷運沿線各站點                          |
| 900   | 豐原客運   | 光明國中－豐原高中               | 三民路－中山路(潭子) | 僅停靠現今55路重點站位 例假日停及寒暑假停駛 |
| 901主 | 台中客運   | 豐原（北陽停車場）－明德高中     | 三民路－中山路(潭子) | 經豐原區豐東路                              |
| 901副 | 台中客運   | 豐原（北陽停車場）－明德高中     | 三民路－中山路(潭子) | 經豐原區豐原大道                            |

## 沿線設施
（由南到北）
（往南接三民路三段）
健行路／雙十路二段
- 彰化銀行北屯分行
- 親親影城
- 交通部公路局臺中區監理所臺中市監理站

進化北路／進化路
- 臺中市政府消防局第八大隊與北屯分隊
- 臺中市政府警察局第五分局北屯派出所與交通大隊第五分隊

太原路三段
- 合作金庫太原分行

昌平路一段
- 中國廣播公司台灣廣播電台
- 荔枝老樹公園

文心路四段、東山路一段
- 臺中捷運綠線
- 特力屋北屯店
- 大買家北屯店
- 臺中市北屯區僑孝國民小學
- 麥當勞臺中北屯店
- 臺中市立北新國民中學
- 舊社公園
- 臺中捷運綠線松竹站
- 臺鐵臺中線松竹車站

松竹路一、二段
- 臺中市市定古蹟-詔安堂

松山街／南興北一路（捷運機廠區段徵收區）
（往北接中山路一段（潭子））

## 外部連結
1. ↑  《戀戀北屯情》1997年 陳炎正著 出版者不詳 第38頁
2. ↑  《戲說大坑三兩事》2003年 蔡金鼎、郭秀珍著 台中市文化局出版 第65頁
3. ↑  . 中央社. 2015年4月10日  [2015年4月18日]. （原始内容存档于2015年4月15日）.（繁體中文）